# Orincles
Orincles é uma comuna francesa na região administrativa de Occitânia, no departamento dos Altos Pirenéus. Estende-se por uma área de 5,86 km². Em 2010 a comuna tinha 335 habitantes (densidade: 57,2 hab./km²).